# Veronica chinoalpina
Veronica chinoalpina là một loài thực vật có hoa trong họ Mã đề. Loài này được T. Yamaz. miêu tả khoa học đầu tiên năm 1952.